# Peter Hladik
Peter Hladik (* 28. März 1941 in Berlin) ist ein deutscher Schauspieler, Synchron- und Hörspielsprecher. In der DDR zählte er zu den profiliertesten Theaterschauspielern und war von 1973 bis 1994 festes Mitglied am Berliner Ensemble. Dem gesamtdeutschen Publikum wurde er vor allem durch die Seifenoper Alle zusammen – jeder für sich in der Rolle des Chirurgen Dr. Hans-Joachim Baer und als Privatbankier Alexander Wellinghoff in der ersten deutschen Telenovela Bianca – Wege zum Glück bekannt. Weitere Aufmerksamkeit brachte ihm 2008 die Titelrolle des italienischen Komponisten Giacomo Puccini in Andreas Morells Biopic Giacomo Puccini – Die dunkle Seite des Mondes ein.

## Leben

### Ausbildung und Theater
Hladik absolvierte von 1963 bis 1966 eine Schauspielausbildung an der Hochschule für Schauspielkunst „Ernst Busch“ (Ost-Berlin) und erhielt 1966 sein erstes Engagement am Brandenburger Theater. Er etablierte sich zu einem der profiliertesten Theaterschauspielern in der DDR. Von 1973 bis 1994 war er festes Mitglied des Berliner Ensembles, wo er vornehmlich in Bühneninszenierungen von Bertolt Brecht, wie etwa in den Dramen Der kaukasische Kreidekreis, Die Bestie, Leben des Galilei oder Baal, spielte. Weitere Bühnenengagements führten ihn an das Hans Otto Theater in Potsdam, an das Deutsche Theater Berlin, die Staatsoper Unter den Linden und an das Theater am Kurfürstendamm. Am Kleinen Theater (Bad Godesberg) spielte er u. a. in der Spielzeit 2005/06 an der Seite von Heide Keller und Claus Wilcke in dem Theaterstück Kennst du mich noch? von Sam Bobrick die Rolle des Brian. In der Spielzeit 2007/08 übernahm er an den Vereinigten Bühnen Bozen die Rolle des Malers Julian Fichtner in Arthur Schnitzlers Drama Der einsame Weg. In dem Bühnenstück Heisse Ecke war er in der Spielzeit 2016/17 am Theater Hof als Henning in der Hauptrolle zu sehen.

### Film und Fernsehen
1960 gab Hladik in einer Nebenrolle eines Jeepfahrers in Flucht aus der Hölle unter der Regie von Hans-Erich Korbschmitt sein Filmdebüt. Es folgten in den 1960er und 1970er Jahren mehrere kleinere ähnlich gelagerte Rollen bei der DEFA und des DFF, wie 1961 im Fünfteiler Gewissen in Aufruhr, 1968 in Werner W. Wallroths Hauptmann Florian von der Mühle, 1976 in Egon Günthers Die Leiden des jungen Werthers und 1979 in Herrmann Zschoches Feuer unter Deck. Eine Hauptrolle spielte er 1971 als Auslandsmonteur Peter Ruhke unter seinem Entdecker Korbschmitt in dem Fernsehfilm Reisefieber über die deutsch-sowjetische Freundschaft, nach Motiven der Erzählung Irina von Rolf Floß. Zwischen 1974 und 1991 hatte er vier Gastauftritte in der Krimireihe Polizeiruf 110 des Deutschen Fernsehfunks. 1989 spielte er unter der Regie von Achim Wolff in dessen Produktion Blümchen gießen neben Thomas Bading, Uwe Zerbe und Katrin Martin als Philipp Flieder in einer der Hauptrollen.
Im wiedervereinigten Deutschland konnte Hladik nahtlos an seine Laufbahn in der DDR anknüpfen. Bodo Fürneisen besetzte ihn 1992 in seinem Fernsehdrama Scheusal an der Seite von Walfriede Schmitt als deren Filmgatte. 1993 war er als Dr. Horst Lange in drei Folgen der täglichen RTL-Seifenoper Gute Zeiten, schlechte Zeiten zu sehen. In den Jahren 1999 und 2002 übernahm er in der Kinder- und Jugendserie Schloss Einstein die Rolle des Professor Dr. Mey. Einem breiteren Publikum bekannt wurde er 1996/97 in der Rolle des Chirurgen Dr. Hans-Joachim Baer in der Seifenoper Alle zusammen – jeder für sich und 2004/05 als Privatbankier Alexander Wellinghoff neben Kerstin Gähte und Tanja Wedhorn in der ersten deutschen Telenovela Bianca – Wege zum Glück bekannt. Er spielte in beiden Seifenopern eine der durchgehenden Rollen in über 215 Folgen. In der ZDF-Komödie Zwei Bräute und eine Affäre war er im November 2006 nach Bianca – Wege zum Glück erneut an der Seite von Tanja Wedhorn abermals als deren Schwiegervater Peter Beck zu sehen. 2008 beendete Hladik seine Schauspielarbeit vor der Kamera mit der Titelrolle des italienischen Komponisten Giacomo Puccini in Andreas Morells Biopic Giacomo Puccini – Die dunkle Seite des Mondes. Er wirkte in über 40 Film- und Fernsehproduktionen.

### Sprechertätigkeiten
Hladik betätigte sich umfangreich als Sprecher, so in zahlreichen Hörspielen für den staatlichen Rundfunk der DDR und auch nach der Wende Kinderhörspielen wie Wendy und Bibi und Tina sowie in über 90 Dokumentarfilmen, wie etwa 1985 in dem von Karl Gass inszenierten DEFA-Dokumentarfilm Das Jahr 1945, der mit zwei Millionen Kinozuschauern der erfolgreichste Film des Jahres in der DDR wurde. Als Synchronsprecher lieh er unter anderem 1984 als Vertretung für seinen Kollegen Arno Wyzniewski, der aus gesundheitlichen Gründen verhindert war, in der 3. Staffel der Fernsehserie Sherlock Holmes der Titelrolle seine Stimme. Erik Holland synchronisierte er in der Rolle des österreichischen Unternehmers Mijnheer Kraler für die US-amerikanische Literaturverfilmung Das Tagebuch der Anne Frank von 1980. Ebenso gab er ab 2006 dem von Sam Anderson, welchem er wiederholt seine Stimme lieh, gesprochenen Dr. Bernard Nadler in der Fernsehserie Lost bis zum Serienfinale Das Ende im Jahr 2010 seine Stimme. 2014 endete mit einer erneuten Synchronisation von Sam Anderson für den Horrorfilm Devil’s Due – Teufelsbrut nach über 88 Rollen seine Tätigkeit als Sprecher.

## Filmografie

### Kino
- 1968: Hauptmann Florian von der Mühle
- 1970: Hart am Wind
- 1976: Konzert für Bratpfanne und Orchester
- 1976: Die Leiden des jungen Werthers
- 1977/1979: Feuer unter Deck
- 1985: Das Jahr 1945 (als Sprecher)
- 2003: Alle meine Mütter (Kurzfilm)
- 2004: Durch die Blume (Kurzfilm)

### Fernsehen

#### Fernsehfilme
- 1960: Flucht aus der Hölle (Vierteiler, Teil 1 Das Verbrechen von Tebessa)
- 1961: Gewissen in Aufruhr (Fünfteiler, Teil 2 Als die Glocken schwiegen)
- 1968: Geheimkommando Ciupaga (Dreiteiler, Teil 1)
- 1971: Reisefieber
- 1971: Rottenknechte (Fünfteiler)
- 1973: Zement (Zweiteiler)
- 1974: Der Leutnant vom Schwanenkietz (Dreiteiler)
- 1978: Das Leben des Galileo Galilei
- 1978: Rote Erde
- 1979: Herr Puntila und sein Knecht Matti
- 1980: Die Spur des Vermißten
- 1981: Adel im Untergang
- 1981: Die Mutter
- 1982: Der schönste Tag meines Lebens
- 1983: Meine fünf Frauen
- 1985: Irrläufer
- 1986: Ernst Thälmann (Zweiteiler)
- 1987: Sachsens Glanz und Preußens Gloria (Sechsteiler)
- 1988: Die Bestie
- 1989: Blümchen gießen
- 1989: Die gläserne Fackel (Siebenteiler, 2 Filme)
- 1990: Himmelblaue Augen
- 1990: Geschichten einer Nacht
- 1992: Scheusal
- 1992: Die Brut der schönen Seele
- 1999: Mami, ich will bei dir bleiben
- 2006: Zwei Bräute und eine Affäre
- 2008: Giacomo Puccini – Die dunkle Seite des Mondes

#### Fernsehserien und -reihen
- 1973–1976: Das unsichtbare Visier (verschiedene Rollen, 2 Folgen)
- 1974: Polizeiruf 110: Lohnraub
- 1981: Berühmte Ärzte der Charité: Krisis
- 1984: Polizeiruf 110: Draußen am See
- 1988: Polizeiruf 110: Eine unruhige Nacht
- 1991: Polizeiruf 110: Todesfall im Park
- 1993: Gute Zeiten, schlechte Zeiten (3 Folgen)
- 1996–1997: Alle zusammen – jeder für sich (217 Folgen)
- 1999, 2002: Schloss Einstein (5 Folgen)
- 2004–2005: Bianca – Wege zum Glück (216 Folgen)

## Synchronrollen

### Filme
- 1958: Der Held mit der Maske (The Lone Ranger and the Lost City of Gold) … für Dean Fredericks als Dr. James Rolfe
- 1980: Das Tagebuch der Anne Frank (The Diary of Anne Frank) … für Erik Holland als Mijnheer Kraler
- 1980: Zucker, Zucker! (Le sucre) … für Tony Taffin als Flanqué
- 1982: Agatha Christie: Das Spinnennetz (Spider’s Web) … für Brian Protheroe als Oliver Costello
- 1982: Marco Polo (Marco Polo) … für John Dicks als Bruder Philippo
- 1984: Die letzten Tage von Pompeji (The Last Days of Pompeii) … für Peter Cellier als Calenus
- 1985: Blinde Wut (Fury) … für Walter Abel als Bezirksanwalt Adams
- 1986: Die Kartause von Parma (La Chartreuse de Parme) … für Claudio Gora als Marchese Crescenzi
- 1986: Tiger Bay (Tiger Bay) … für Marne Maitland als Dr. Das

### Serien
- 1984: Sherlock Holmes (The Return of Sherlock Holmes; Staffel 3, Folgen 1–4) … für Jeremy Brett als Sherlock Holmes
- 1994–1995: Die Rückkehr der Märchenbraut (Arabela se vrací) … für Ladislav Trojan als Dr. Watson
- 2002: King of the Hill (Staffel 2, Episode 9) … für Burt Reynolds als M. F. Thatherton
- 2006–2010: Lost (2.04–6.18) … für Sam Anderson als Dr. Bernard Nadler

## Theater (Auswahl)
- 1973: George Bernard Shaw: Frau Warrens Beruf (Pfarrerssohn) – Wolfgang Pintzka (Berliner Ensemble)
- 1974: Bertolt Brecht: Die Mutter (Nachodka) – Regie: Ruth Berghaus (Berliner Ensemble)
- 1976: Bertolt Brecht: Der kaukasische Kreidekreis (Gefreiter) – Regie: Peter Kupke (Berliner Ensemble)
- 1977: Bertolt Brecht nach Jakob Michael Reinhold Lenz: Der Hofmeister (Student Bollwerk) – Regie: Peter Kupke (Berliner Ensemble)
- 1978: Bertolt Brecht: Leben des Galilei (Kardinal Bellarmin) – Regie: Manfred Wekwerth/Joachim Tenschert (Berliner Ensemble)
- 1982: Hanns-Eisler Hearing (Appell) – Regie: Christoph Brück/Wolf Bunge (Berliner Ensemble – Probebühne)
- 1984: Peter Weiss: Der neue Prozess (General) – Regie: Axel Richter (Berliner Ensemble)
- 1986: Carl Zuckmayer: Der Hauptmann von Köpenick (Polizeigewaltiger) – Regie: Christoph Brück (Berliner Ensemble)
- 1987: Bertolt Brecht: Baal (Bürger) – Regie: Alejandro Quintana (Berliner Ensemble)
- 1988: Bertolt Brecht: Die Mutter (Kommissar) – Regie: Manfred Wekwerth/Joachim Tenschert (Berliner Ensemble)
- 2002: Der Moskito (Kleines Theater Bad Godesberg)
- 2005: Sam Bobrick: Kennst du mich noch? (Kleines Theater Bad Godesberg)
- 2006/07: Vereinigte Bühnen Bozen
  - Alices Reise in die Schweiz
  - Eines langen Tages Reise in die Nacht
- 2007/08: Arthur Schnitzler: Der einsame Weg (Vereinigte Bühnen Bozen)

## Hörspiele (Auswahl)
- 1970: Günther Rücker: Das Modell (Kraftfahrer) – Regie: Günther Rücker (Hörspiel – Rundfunk der DDR)
- 1986: Franz Fühmann: Ein Sommernachtstraum – Regie: Norbert Speer (Kinderhörspiel – Rundfunk der DDR)
- 1995: Wendy:  Esters Pferd (Episode 10) als Herr Kumme – Regie: Ulli Herzog (Kinderhörspiel – KIOSK)
- 1998: Bibi und Tina: Das Gespensterpferd (Episode 34) als Erzähler – Regie: Ulli Herzog (Kinderhörspiel – KIOSK)